# Léon Mayrand
Léon Mayrand (* 1. November 1905 in Montreal; † März 1975 in Saint-André-de-Sangonis) war ein kanadischer Botschafter.

## Leben
Die Eltern von Léon Mayrand waren Orphise Gadbois und Oswald Mayrand.
Léon Mayrand studierte an der École libre des sciences politiques in Paris.
Léon Mayrand heiratete Letizia Kerestediian, sie hatten drei Kinder. Er studierte an der Loyola High School (Montreal) und an der Universität Montreal. Mayrand war Doktor der Rechte und trat 1926 in den auswärtigen Dienst.
| Vorgänger                    | Amt                                                                          | Nachfolger                   |
| ---------------------------- | ---------------------------------------------------------------------------- | ---------------------------- |
| Leolyn Dana Wilgress         | kanadischer Botschafter in Moskau März 1945 März bis 4. November 1947        | Robert Arthur Douglass Ford  |
| Guy Vigneux Beaudry          | kanadischer Botschafter in Santiago de Chile 17. Mai 1951 bis April 1954     | Matthew Robert Macgowan Dale |
| Maurice Arthur Pope          | kanadischer Botschafter in Madrid 17. Mai 1954 bis 15. Oktober 1958          | Malcolm Norman Bow           |
| —                            | kanadischer Botschafter in Vientiane 17. August 1954 bis 28. August 1955     | Paul Augustus Bridle         |
| Pierre Dupuy                 | kanadischer Botschafter in Rom 22. November 1958 bis 25. Juni 1962           | Jules Léger                  |
| Richard Plant Bower          | kanadischer Botschafter in Buenos Aires 31. Januar 1963 bis 23. Februar 1964 | Edward Ritchie Bellemare     |
| Joseph François Xavier Houde | kanadischer Botschafter in Buenos Aires 20. März 1963 bis 23. Februar 1964   | Jean Bruchési                |
| Richard Plant Bower          | kanadischer Botschafter in Asuncion 5. Mai 1963 bis 23. Februar 1964         | Jean Bruchési                |
| George Kidd                  | kanadischer Botschafter in Havanna 7. April 1964 bis 3. Mai 1970             | Kenneth Charles Brown        |
| Charles Michel Bédard        | kanadischer Botschafter in Port-au-Prince 14. Dezember 1965 bis 3. Mai 1970  | André Réal Potvin            |